# Ofer Shelah

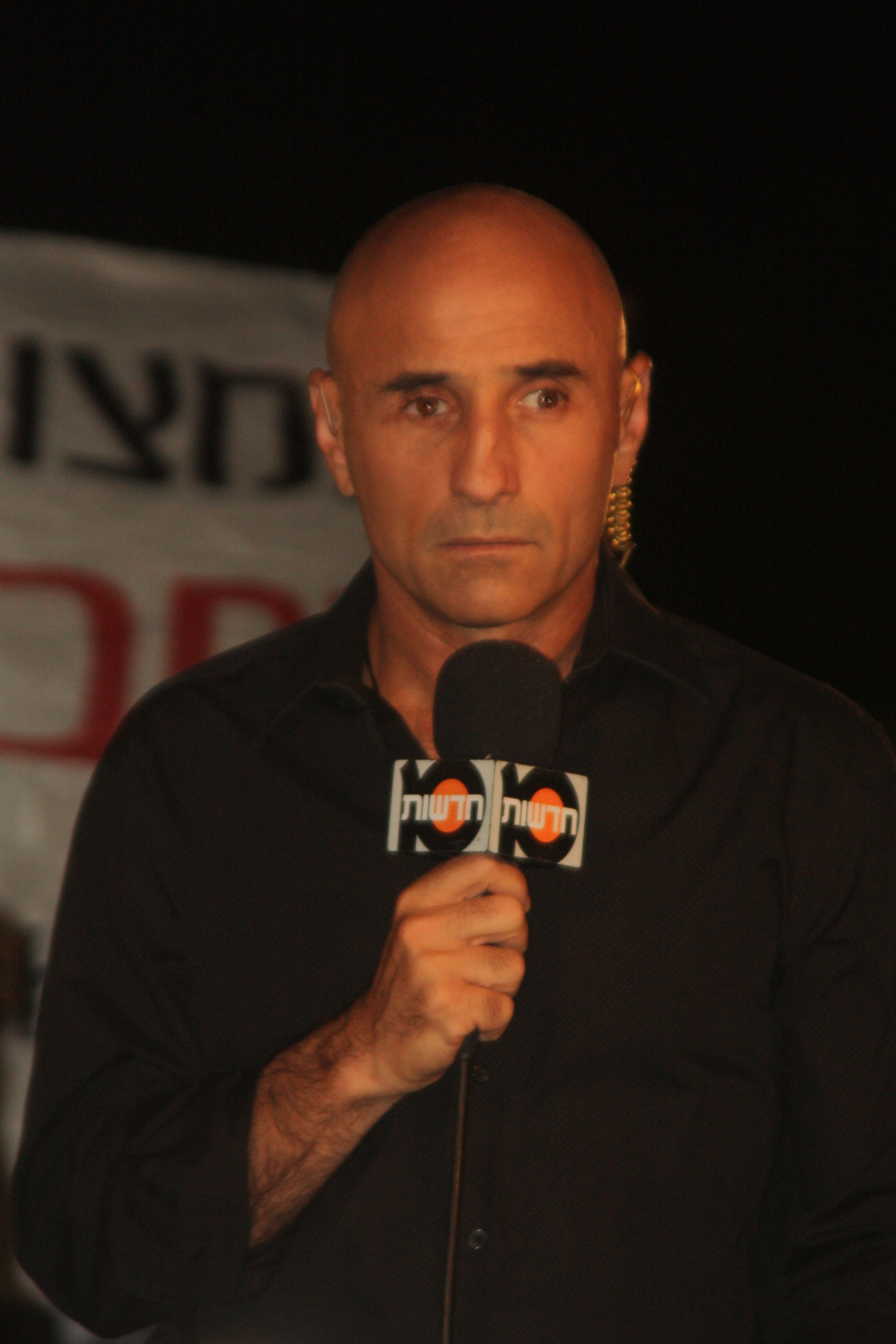
Ofer Shelah

Ofer Shelah (hebräisch עפר שלח, * 9. Februar 1960 in Kirjat Bialik) ist ein israelischer Politiker der Jesch Atid.

## Leben
Shelah kämpfte als Soldat im Libanonkrieg 1982, wo er nach einer Verletzung auf einem Auge erblindete. Nach seiner Militärlaufbahn wurde er Journalist in Israel. Seit Mai 2013 ist Shelah Abgeordneter in der Knesset. Shelah ist verwitwet, hat zwei Kinder und wohnt in Ginaton.